# Gammarus caudisetus
Gammarus caudisetus is een vlokreeftensoort uit de familie van de Gammaridae. De wetenschappelijke naam van de soort is voor het eerst geldig gepubliceerd in 1805 door Viviani.